# Вучіяк
Вучіяк — гора і однойменна область на території Республіки Сербської, в північній її частині. Знаходиться на північ від міста Добой в регіоні Посавіна. Висота гори складає 359 метрів над рівнем моря. Область Вучіяк на сході простягається вздовж річки Босна до її впадання в Саву. На півночі — від впадання Босна в Саву і до міста Брод. А на сході — вздовж траси Добой-Дервент-Брод.

## Історія
У історичних джерелах ця територія згадується за існування «поп Јовичину буну» в 1834 році.

## Культура
На горі Вучіяк знаходиться сербський православний храм, присвячений Святому Йовану Володимиру.
Щорічно на цьому місці проходять «Дани Липе на Вучијаку» в пам'ять про полеглих сербських солдатів і про операцію «Коридор»(1992 р.), яку в Республіці Сербській часто називають «Коридор життя».